# No hables con extraños (película)
No hables con extraños (Speak No Evil en inglés) es una película estadounidense de terror y suspense escrita y dirigida por James Watkins. Es una nueva versión de la película danesa Gæsterne de 2022. La película está protagonizada por James McAvoy, Mackenzie Davis y Scoot McNairy. Jason Blum se desempeña como productor a través de su empresa Blumhouse Productions.
Speak No Evil fue estrenada en los Estados Unidos por Universal Pictures el 13 de septiembre de 2024.

## Argumento
Mientras pasan sus vacaciones en Italia, la pareja estadounidense Louise y Ben Dalton, junto a su hija Agnes, conocen y se hacen amigos de la despreocupada pareja británica Paddy y Ciara, y su hijo Ant. De vuelta en Londres, Louise y Ben están en desacuerdo debido al desempleo de Ben y la infidelidad de Louise. Un día, reciben una postal de Paddy y Ciara invitándolos a su remota casa de campo. La familia decide ir, esperando que el cambio de escenario sea beneficioso tanto para ellos como para Agnes, quien sufre de ansiedad y está muy apegada a su conejo de peluche.
Al llegar a la casa de campo, Louise, Ben y Agnes son recibidos cálidamente, pero a medida que pasa el tiempo, comienzan a sentirse incómodos por extraños incidentes y el comportamiento pasivo-agresivo de sus anfitriones, que traspasan ciertos límites. Louise también se siente perturbada por el trato agresivo que Paddy y Ciara le dan a Ant, de quien descubren que nació con una condición que le dejó una lengua más pequeña e incapacidad para comunicarse. Una noche, los adultos salen a cenar y dejan a Agnes y Ant al cuidado de un niñero llamado Muhjid, lo que inquieta a los Dalton. Mientras juegan a las escondidas con Muhjid, Ant le muestra a Agnes una colección de relojes de Paddy y un mensaje escrito en un idioma extranjero, pero Agnes no logra entenderlo. Durante la cena, Paddy desafía el vegetarianismo de Louise y, en tono de broma, simula un acto sexual con Ciara, sorprendiendo a sus invitados. Al regresar, Louise descubre que Agnes ha sido trasladada a la cama de un Paddy y Ciara ebrios. Horrorizada, Louise huye con su familia, pero Agnes insiste en volver para recuperar su conejo de peluche.
Tras recuperar el juguete, Paddy y Ciara se disculpan por su comportamiento y sutilmente acusan a los Dalton de juzgarlos. Los Dalton deciden quedarse para mantener la paz, pero los comportamientos extraños continúan, inquietando a la familia. Después de un incidente en el que Paddy lanza una taza a Ant, éste roba un juego de llaves y guía a Agnes a un cobertizo cerrado. Dentro, encuentran una colección de maletas y pertenencias personales de varias familias. Usando un álbum de fotos, Ant le revela a Agnes que Paddy y Ciara no son sus verdaderos padres, sino asesinos en serie que atraen a familias a su casa de campo, les roban y asesinan antes de cortar la lengua de sus hijos para usarlos en la atracción de nuevas víctimas. Ant le muestra a Agnes que esto le sucedió a él y a su familia, y que Paddy y Ciara planean hacer lo mismo con los Dalton.
Agnes finge tener su período y logra hablar a solas con Louise y Ben para explicarles la situación. Horrorizados, deciden irse tranquilamente para no levantar sospechas y llamar a la policía para salvar a Ant. Paddy y Ciara, dándose cuenta de que han sido descubiertos, dañan el coche de los Dalton y esconden el conejo de Agnes para retrasarlos, burlándose de ellos sutilmente. Cuando finalmente logran irse, Paddy lanza a Ant, que no sabe nadar, a un estanque. Ben lo rescata, pero Paddy y Ciara, armados, los capturan. Obligan a la familia a transferirles sus ahorros antes de prepararse para matarlos y cortar la lengua de Agnes. Se produce una lucha en la que Paddy resulta herido y la familia, junto con Ant, huye hacia la casa. Paddy, Ciara y su cómplice Mike persiguen a la familia. Louise logra matar a Mike y salvar a Ben antes de que todos escapen al techo. Ciara los ataca pero cae y muere. Cuando la familia intenta escapar, Paddy aparece sosteniendo a Agnes a punta de pistola. Agnes logra inyectarle ketamina con una jeringa, dejándolo incapacitado. Mientras la familia se prepara para irse, Ant se acerca a su "padre" derrotado y, después de que Paddy lo reconoce diciendo: "Ese es mi chico", un furioso Ant lo mata a golpes con un ladrillo en venganza. Los Dalton y Ant abandonan la casa de campo, y mientras conducen, Agnes le entrega su conejo de peluche a Ant, quien llora en silencio.

## Reparto
- James McAvoy como Paddy[5]
- Mackenzie Davis como Louise Dalton[6]
- Scoot McNairy como Ben Dalton[6]
- Aisling Franciosi como Ciara[6]
- Alix West Lefler como Agnes Dalton[6]
- Dan Hough como Ant

## Producción
James Watkins escribió y dirigió la película para Blumhouse Productions . Es una nueva versión de la película danesa del mismo nombre de 2022 .  En abril de 2023, se informó que James McAvoy y Mackenzie Davis estaban en el elenco.  Al mes siguiente, Scoot McNairy se unió al elenco. 
La fotografía principal se llevó a cabo en Croacia y Gloucester, Inglaterra, en mayo y se esperaba que finalizara en julio,  antes de que la filmación se suspendiera cinco días antes de su finalización debido a la huelga SAG-AFTRA de 2023 .  A mediados de noviembre se reanudó la producción en el Reino Unido. 

## Estreno
Speak No Evil fue estrenada en cines por Universal Pictures el 13 de septiembre de 2024.  Originalmente estaba previsto su estreno el 9 de agosto 